# Taux de succion
 (mai 2025).
Si vous disposez d'ouvrages ou d'articles de référence ou si vous connaissez des sites web de qualité traitant du thème abordé ici, merci de compléter l'article en donnant les références utiles à sa vérifiabilité et en les liant à la section « Notes et références ».
Le taux de succion est un indice comportemental utilisé en psychologie expérimentale qui permet de mesurer de façon indirecte l'intérêt d'un nourrisson ou d'un jeune enfant pour un stimulus. Cette méthode utilise une tétine électronique qu'on donne à l'enfant pendant qu'on lui présente des stimuli. Il a en effet été observé que l'enfant tète d'autant plus vite et d'autant plus fort qu'il est intéressé par un stimulus. 